# My Ruin
My Ruin – amerykańska grupa muzyczna wykonująca metal alternatywny. Zespół powstał w 1999 roku w Los Angeles.

## Dyskografia
Albumy
- Speak and Destroy (1999)
- A Prayer Under Pressure of Violent Anguish (2000)
- The Horror of Beauty (2003)
- The Brutal Language (2005)
- Throat Full of Heart (2008)
- Ghosts and Good Stories (2010)
- A Southern Revelation (2011)
- The Sacred Mood (2013)

EP
- The Shape of Things to Come... (EP) (2003)

Single
- Tainted Love (1999)
- Terror (1999)
- Beauty Fiend (2000)
- Ready For Blood (2007)

Kompilacje
- To Britain with Love... And Bruises (2001)
- Ruined and Recalled (2003)
- Blasphemous Girl (2004)

## Wideografia
- Terror (1999)
- Made To Measure (2003)
- Ready For Blood (2007)
- Memento Mori (2008)